# Djigui Camara
Pour les articles homonymes, voir Camara.
Djigui Camara était un diplomate guinéen. Il est ambassadeur extraordinaire et plénipotentiaire de la république de Guinée en Ukraine à temps partiel de 1996 à 2000.  

## Biographie
Il est diplômé de l'Université russe de l'Amitié des peuples. Il a soutenu sa thèse sur la coopération russo-guinéenne à l'institut de l'Afrique de l'académie russe des sciences.
En 1993, il est nommé au poste du directeur national de la coopération du ministère des Affaires étrangères et de la coopération de Guinée, puis le 26 septembre 1996, étant ambassadeur extraordinaire et plénipotentiaire de la république de Guinée auprès de la fédération de Russie.
De 1996 en 2000, il est cumulativement ambassadeur extraordinaire et plénipotentiaire de la république de Guinée en Ukraine, en Géorgie et en Lituanie.
Entre 2000 et 2007, il poursuit sa carrière de diplomate en étant qu'ambassadeur extraordinaire et plénipotentiaire de la république de Guinée en Chine et au Cambodge.
En 2008, il est rappelé en Guinée pour devenir ministre du Plan et de la Coopération internationale.
Après l'élection du président Alpha Condé, il est nommé ambassadeur de la Guinée en Angola.

## Ouvrages
- Kamara D., Coopération russo-guinéenne : état actuel et perspectives : diss. doctorat politique N. : 23.00.04 / Jigy Kamara. M., 1999
- Jigua Camara, DÉFIS AFRICAINS ET STRATÉGIE DE CONSTRUCTION  (ISBN 978-2-296-56921-8), mars 2012, 418 p.[6].

## Référence
1. ↑  « автореферат диссертации по политологии, специальность ВАК РФ 23.00.04 диссертация на тему: Российско-гвинейское сотрудничество » [archive du 16 juillet 2017] (consulté le 23 mai 2019)
2. ↑  « List of the Participating Delegations of the Tokyo International Conférence on African Development (October 5-6, 1993, Tokyo, Japan) » [archive du 20 septembre 2020] (consulté le 23 mai 2019)
3. ↑  Деловая ГВИНЕЯ в 1999-02
4. ↑  « Цзян Цземінь приймає вірчі грамоти двох послів » [archive du 6 septembre 2019] (consulté le 23 mai 2019)
5. ↑  « Guinea Conakry praises Angolan social peace model » [archive du 2 août 2019] (consulté le 23 mai 2019)
6. ↑  DÉFIS D'AFRIQUE ET STRATÉGIE GAGNANTE Djigui Camara